# Temple d'Eshmoun (Carthage)
Le temple d'Eshmoun était le temple principal situé dans la ville de Carthage (actuelle Tunisie), au sommet de la colline de Byrsa. Lieu de la dernière résistance face à Rome pendant la troisième guerre punique, il a complètement disparu du fait des travaux de remaniements de la colline au début de l'ère commune.